# Lijst van premiers van Kirgizië
Hieronder staat een chronologische lijst van premiers van Kirgizië.

## Premiers
| Naam                        | Aanvang functie   | Einde functie     | Opmerking                                |
| --------------------------- | ----------------- | ----------------- | ---------------------------------------- |
| Nasirdin Isanov             | 21 januari 1991   | 29 november 1991  | Partijloos                               |
| Andrej Iordan               | 29 november 1991  | 10 februari 1992  | Partijloos, waarnemer                    |
| Toersoenbek Chingysjev      | 10 februari 1992  | 13 december 1993  | Partijloos                               |
| Almanbet Matoebraimov       | 13 december 1993  | 14 december 1993  | Partijloos, waarnemer                    |
| Apas Joemagulov             | 14 december 1993  | 14 maart 1998     | Partijloos                               |
| Koeanichbek Joemalijev      | 14 maart 1998     | 23 december 1998  | Partijloos                               |
| Boris Silajev               | 23 december 1998  | 25 december 1998  | Partijloos, waarnemer                    |
| Joemabek Ibraimov           | 25 december 1998  | 4 april 1999      | Partijloos                               |
| Boris Silajev               | 4 april 1999      | 12 april 1999     | Partijloos, waarnemer                    |
| Amangeldy Muralijev         | 12 april 1999     | 21 december 2000  | Partijloos                               |
| Koermanbek Bakijev          | 21 december 2000  | 22 mei 2002       | Partijloos                               |
| Nikolaj Tanajev             | 22 mei 2002       | 25 maart 2005     | Partijloos                               |
| Koermanbek Bakijev          | 25 maart 2005     | 15 augustus 2005  | Volkspartij van Kirgizië                 |
| Feliks Koelov               | 15 augustus 2005  | 29 januari 2007   | Ar-Namys                                 |
| Azim Isabekov               | 29 januari 2007   | 29 maart 2007     | Ar-Namys                                 |
| Almazbek Atambajev          | 29 maart 2007     | 29 november 2007  | Sociaaldemocratische Partij van Kirgizië |
| Iskanderbek Aidaraliyev     | 28 november 2007  | 24 december 2007  | Partijloos                               |
| Igor Choedinov              | 24 december 2007  | 21 oktober 2009   | Ak Zjol                                  |
| Daniar Oesenov              | 21 oktober 2009   | 7 april 2010      | Ak Zjol                                  |
| Almazbek Atambajev          | 17 december 2010  | 23 september 2011 | Sociaaldemocratische Partij van Kirgizië |
| Omoerbek Babanov            | 23 september 2011 | 14 november 2011  | Respublika                               |
| Almazbek Atambajev          | 14 november 2011  | 1 december 2011   | Sociaaldemocratische Partij van Kirgizië |
| Omoerbek Babanov            | 1 december 2011   | 1 september 2012  | Respublika                               |
| Aaly Karasjev               | 1 september 2012  | 5 september 2012  | Respublika                               |
| Zhantoro Satjbaldijev       | 5 september 2012  | 25 maart 2014     | Partijloos                               |
| Djoomart Otorbaev           | 25 maart 2014     | 1 mei 2015        | Partijloos                               |
| Temir Sarijev               | 1 mei 2015        | 13 april 2016     | Partijloos                               |
| Sooronbaj Zjeenbekov        | 13 april 2016     | 21 augustus 2017  | Sociaaldemocratische Partij van Kirgizië |
| Moekhammetkalji Aboelgaziev | 21 augustus 2017  | 25 augustus 2017  | Partijloos                               |
| Sapar Isakov                | 25 augustus 2017  | 20 april 2018     | Sociaaldemocratische Partij van Kirgizië |
| Moekhammetkalji Aboelgaziev | 20 april 2018     | 15 juni 2020      | Partijloos                               |
| Koebatbek Boronov           | 16 juni 2020      | 9 oktober 2020    | Partijloos                               |
| Sadyr Zjaparov              | 10 oktober 2020   | 15 november 2020  | Mekentsjil                               |
| Artem Novikov               | 15 november 2020  | 3 februari 2021   | Partijloos, waarnemer                    |
| Oeloekbek Maripov           | 3 februari 2021   | 12 oktober 2021   | Partijloos                               |
| Akylbek Zjaparov            | 12 oktober 2021   | 16 december 2024  | Ar-Namys                                 |
| Adylbek Kasymaliev          | 16 december 2024  | Heden             | Partijloos                               |